# 牛有成
牛有成（1955年3月—），男，汉族，北京人，中华人民共和国政治人物。中共北京市委党校研究生文化程度。

## 生平
1971年12月参加工作，1974年9月加入中国共产党。曾任共青团北京市顺义县委副书记，顺义县委宣传部副部长，顺义县平各庄乡党委书记，顺义县顺义镇农工商总公司总经理、党委副书记，市委农工委干部处副处级调研员、副处长、处长，市委农工委副书记，大兴县委书记，大兴区委书记，北京市副市长，市委常委。2008年4月，任中共北京市委常委、统战部部长。2015年1月，任北京市人大常委会副主任、党组副书记。2015年4月，不再担任北京市委常委、统战部部长。